# Hagar en de engel
Hagar en de engel is een schilderij van Carel Fabritius uit circa 1643-1645. Het stamt uit de tijd dat Fabritius in het atelier van Rembrandt werkte of kort erna.

## Voorstelling
Het schilderij beeldt een verhaal uit het Bijbelboek Genesis uit. Omdat Abraham en Sara geen kinderen krijgen, verwekt Abraham een kind bij Sara's slavin Hagar. Omdat Sara het idee heeft dat ze uitgelachen wordt, is Hagar genoodzaakt te vluchten. Van deze geschiedenis staan in de Bijbel twee versies. In de eerste is Hagar zwanger en slaat ze zelf uit angst voor Sara op de vlucht. Onderweg verschijnt er een engel aan haar die haar terugstuurt naar haar meesteres met de belofte dat haar kind Ismaël de stamvader van een groot volk zal worden. In de tweede versie, die meestal in de schilderkunst wordt uitgebeeld, is Ismaël al geboren en is hij degene die Sara en haar pasgeboren zoon Isaäk uitlacht. Hierop krijgt Abraham van Sara de opdracht Hagar en haar kind de woestijn in te sturen. Abraham geeft ze brood en "eene flessche waters" mee. Als de waterfles leeg is, legt Hagar haar kind onder een struik omdat ze het niet kan aanzien dat hij van de dorst omkomt. Ze loopt weg van hem, "soo verre, als die met den boge schieten", ze gaat zitten "ende hief hare stemme op, ende weende". Op dat moment verschijnt er ook nu een engel, die haar dezelfde belofte doet. "Ende Godt opende hare oogen, dat sy eenen waterput sach: ende sy ginck, ende vulde de flessche met water, ende gaf den jongen te drincken."

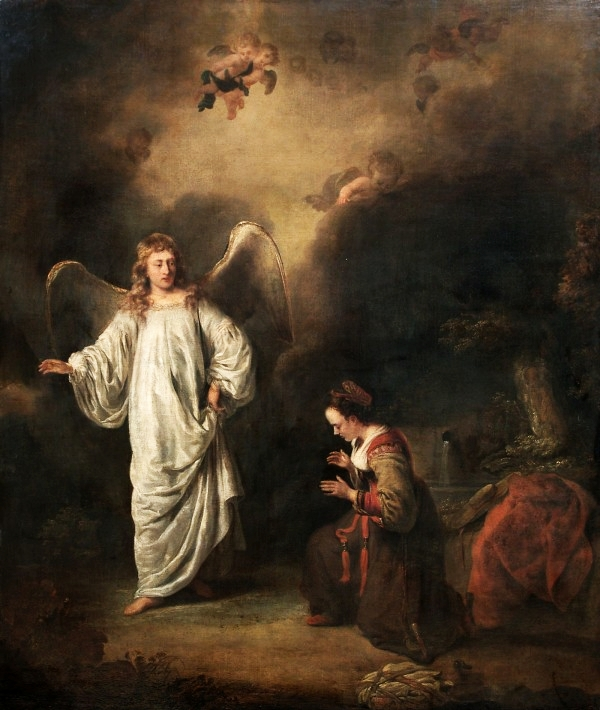
Ferdinand Bol, Hagar ontmoet de engel in de woestijn, ca. 1650, Nationaal Museum, Gdansk

Omdat op het eerste gezicht Ismaël en de bron ontbreken, is lange tijd gedacht dat Fabritius de eerste versie van het verhaal heeft uitgebeeld, maar tijdens een restauratie in 2012 werd de subtiele weerkaatsing ontdekt waarmee Fabritius de bron heeft aangegeven die de engel aan Hagar onthult.
Rond 1650 heeft Ferdinand Bol, een van Rembrandts eerste leerlingen, een schilderij van het verhaal gemaakt dat beïnvloed is door Fabritius' versie. 
Allebei richten ze de aandacht op Hagar en de engel, maar emotioneel en dramatisch is er een groot verschil tussen de twee doeken. Bij Bol zijn Hagar en de engel druk in gesprek en is er niets geheimzinnigs aan de onthulling van de bron, terwijl Fabritius spanning oproept: de kijker ziet de engel naderen, maar Hagar heeft de engel nog niet opgemerkt. Fabritius lijkt een voorkeur te hebben gehad om op deze manier suspense te creëren. Op al zijn vroege historiestukken beeldt hij het moment uit dat voorafgaat aan de climax, net voordat de hoofdpersoon beseft wat er aan de hand is: Lazarus komt omhoog maar ziet Christus nog niet, Hera kijkt verschrikt om, Aglauros staat op het punt in steen te veranderen en de slapende Argus biedt als het ware zijn nek aan zodat Mercurius hem kan onthoofden. Een zelfde effect heeft hij toegepast op het latere schilderij De schildwacht, waar het hondje geduldig wacht tot de soldaat weer wakker schiet.

## Techniek

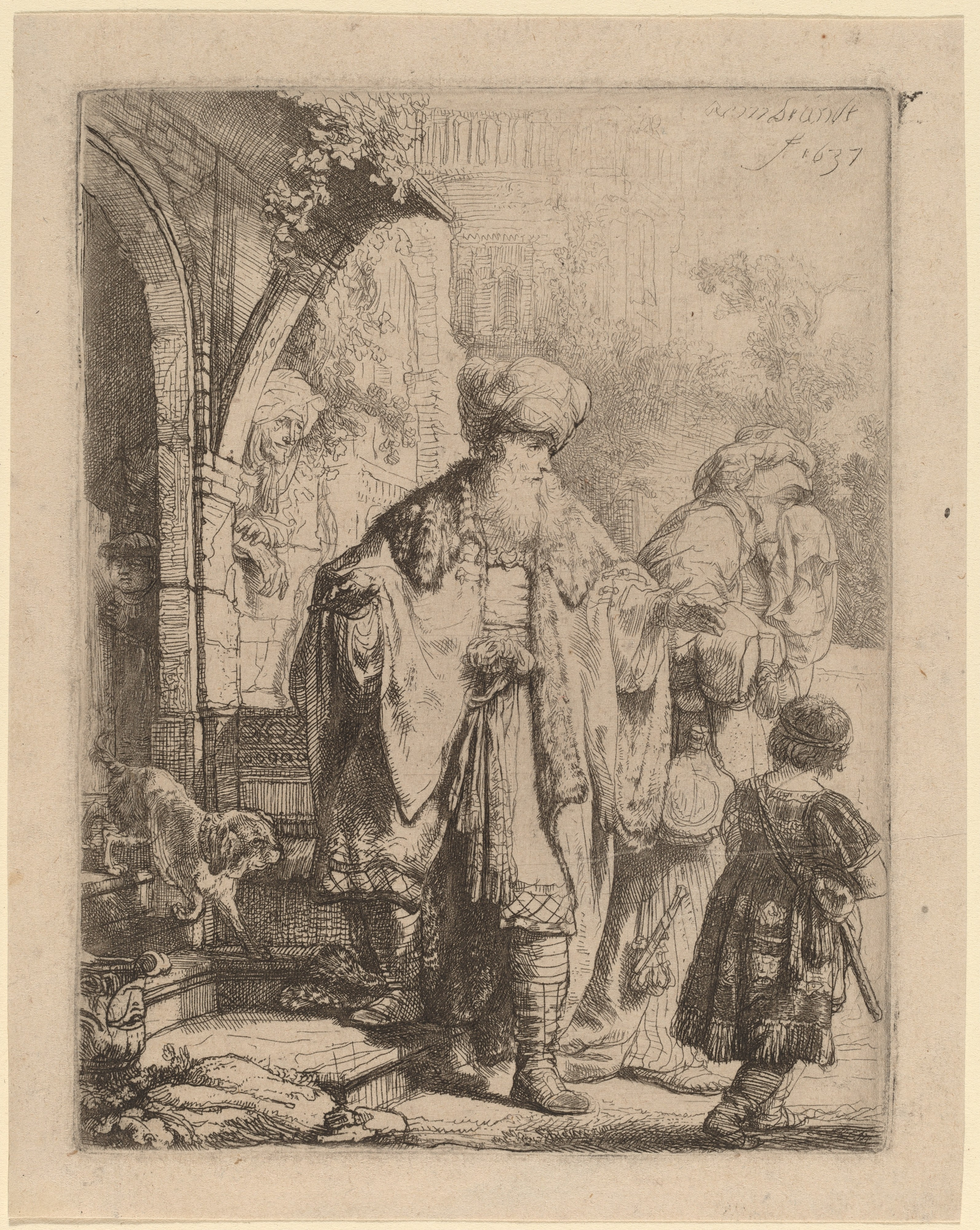
Rembrandt, Abraham verstoot Hagar en Ismaël, ets, 1637, National Gallery of Art, Washington D.C.

Ook schildertechnisch verschillen de doeken van Fabritius en Bol. Terwijl bij Bol Hagar en de engel allebei even realistisch zijn geschilderd, maakt Fabritius een duidelijk onderscheid tussen enerzijds het aardse realisme van Hagars kleding, de begroeide boomstronk en de waterfles, en anderzijds de bovennatuurlijke verschijning van de engel met zijn veelkleurige halo en bijna transparante gewaad.
De houding van de engel lijkt Fabritius te hebben gebaseerd op een ets van Rembrandt die het begin van het verhaal uitbeeldt. 

## Herkomst en toeschrijving
Misschien is dit het schilderij uit de verzameling van Pieter Six, dat op 2 september 1704 in Amsterdam werd geveild als "De Engel bij Hagar van Ferdinand Bol".
Het bevond zich minstens vanaf 1746 (als een Rembrandt) in de verzameling Schönborn-Buchheim in Wenen. In de jaren 1956-2010 had de Residenzgalerie in Salzburg het in langdurig bruikleen. In 2011 werd het schilderij aangekocht door The Leiden Collection (New York), die het in 2013-2016 uitleende aan The Metropolitan Museum of Art in New York.
Het schilderij stond in de loop der tijd op naam van Rembrandt, Ferdinand Bol en Govert Flinck. Na de ontdekking in 1985 van het gesigneerde schilderij Mercurius en Argus werd ook Hagar en de engel aan Fabritius toegeschreven. In 2005 werden bij technisch onderzoek met infrarood licht sporen gevonden van de signatuur van Carel Fabritius. De twijfel die sommige kunsthistorici hadden uitgesproken, was hiermee weggenomen.